# Problem zaustavljanja
U teoriji izračunljivosti, problem zaustavljanja je problem odluke koji se neformalno može iskazati na sljedeći način:
Za dani opis programa i konačnog ulaza, odluči završuje li program ili se izvršuje unedogled, za dani ulaz.
Alan Turing	je 1936. dokazao da općenit algoritam za rješavanje problema zaustavljanja za sve moguće parove programa-ulaza ne može postojati. Kaže se da je problem zaustavljanja neodlučiv nad Turingovim strojevima. (vidi za pripisivanje problema zaustavljanja Turingu.)

## Formalni iskaz
Problem odluke je skup prirodnih brojeva - "problem" je odlučiti je li istaknuti broj element skupa.
Za dano Gödelovo pobrojavanje {\displaystyle \varphi } izračunljivih funkcija (kao što su Turingovi opisni brojevi) i funkciju uparivanja {\displaystyle \langle i,x\rangle }, problem zaustavljanja (također zvan i skup zaustavljanja) je problem odluke za skup 	
{\displaystyle K_{\varphi }^{0}:=\{\langle i,x\rangle |\varphi _{i}(x)\ \mathrm {postoji} \}}
sa {\displaystyle \varphi _{i}} kao i-tom izračunljivom funkcijom pod Gödelovim pobrojanjem {\displaystyle \varphi }.
Iako je skup K rekurzivno prebrojiv, problem zaustavljanja nije rješiv izračunljivom funkcijom.
Postoji mnogo istovjetnih formulacija problema zaustavljanja - bilo koji skup s Turingovim stupnjem istim kao onim problema zaustavljanja se može shvatiti kao takva formulacija. Primjeri takvih skupova uključuju:
- {\displaystyle \{i\mid \varphi _{i}(0)\ \mathrm {staje} \}}
- {\displaystyle \{i\mid \exists n(\varphi _{i}(n)\ \mathrm {staje} )\}}

## Fusnote
1. ↑  U nijednom od svojih radova Turing nije koristio riječ "zaustavljanje" ili "terminacija". Turingov biograf Hodges nema riječ "zaustavljanje" ili riječi "problem zaustavljanja" u svom indeksu. Najranija poznata uporaba riječi "problem zaustavljanja" jest u dokazu Davisa (str. 70-71, Davis 1958).

"Teorem 2.2 Postoji Turingov stroj čiji je problem zaustavljanja rekurzivno nerješiv.
"Srodni je problem problem ispisivanja za jednostavni Turingov stroj Z s obzirom na simbol Si" (str. 70).
Davis ne pripisuje nikakve zasluge za ovaj dokaz, tako da čovjek zaključuje da se radi o izvorniku. Ali Davis naglašava da iskaz dokaza neformalno postoji u Kleene (1952.) na stranici 382. Copeland (2004.) veli da:

"Problem je zaustavljanja tako imenovan (i kako se čini, po prvi put iskazan) od strane Martina Davisa [usp. Copeland fusnota 61]... (Često se kaže da je Turing iskazao i dokazao teorem o zaustavljanju u 'On Computable Numbers', ali ovo nije strogo istnito)." (str. 40)